# 婦女保護部隊

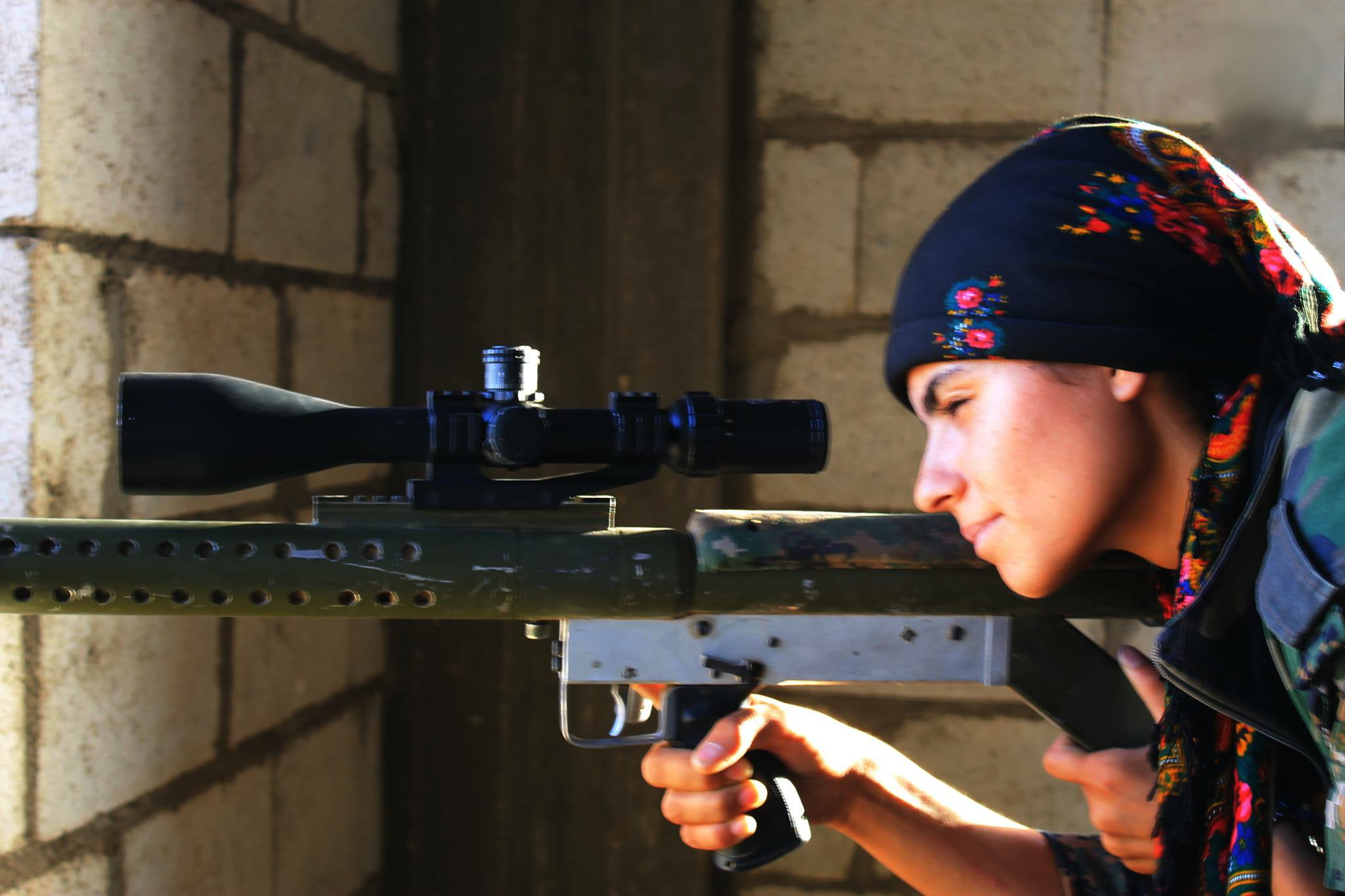
一名手握槍械、正在瞄準目標的女性防衛部队成員

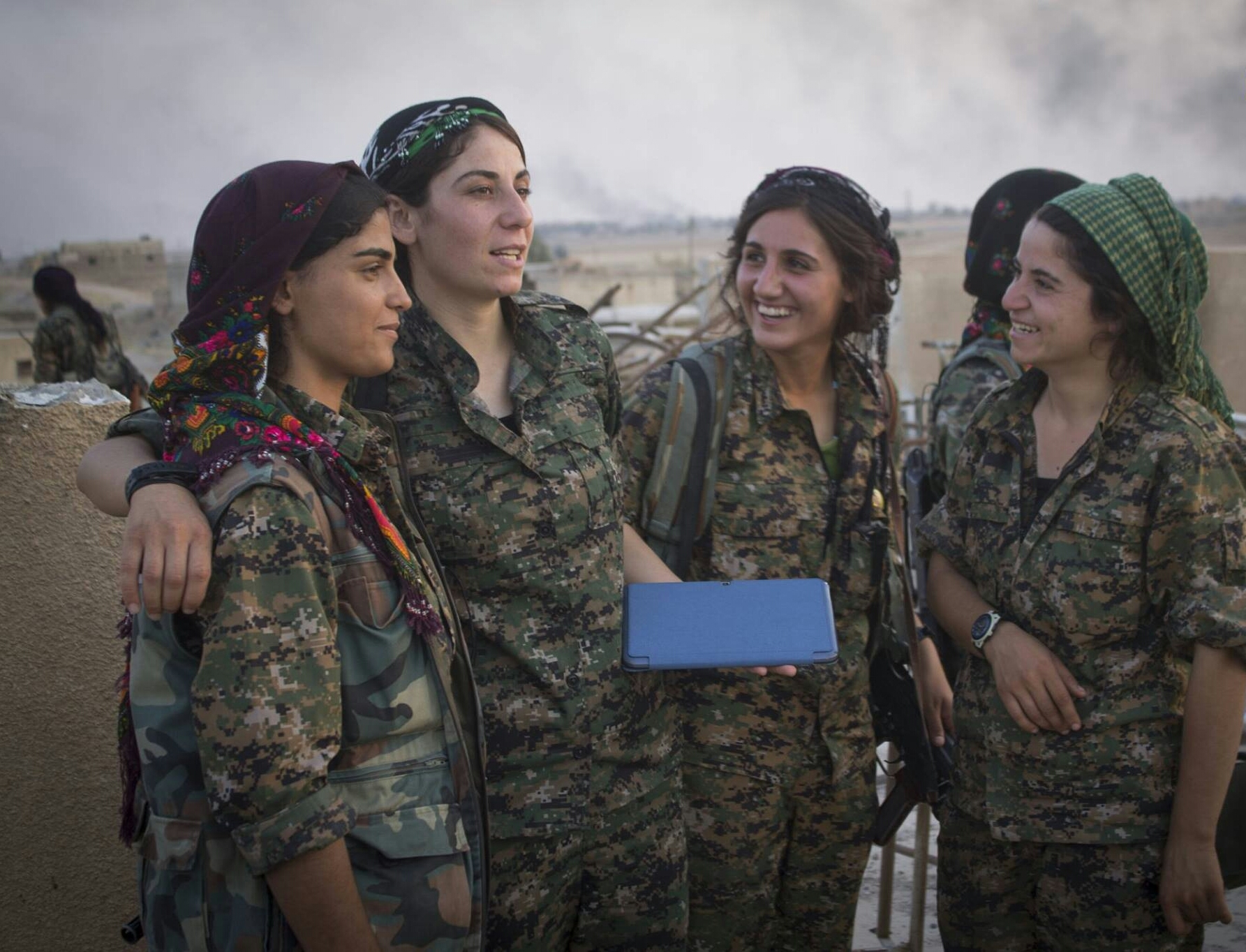
一群女性防衛部队成員

妇女保护部队（：‎，缩写为YPJ），是西库尔德斯坦（罗贾瓦）庫爾德工人黨的一個成員全為女性（主要是庫爾德人女性）的军事組織，與极端组织伊斯兰国對抗。

## 組織沿革
庫爾德斯坦工人黨是一支旨在爭取庫爾德斯坦自治的左翼武装，一直有招募青少年和女性加入；女性防衛部隊是庫爾德斯坦工人黨在西库尔德斯坦（罗贾瓦）的分支民主联盟党轄下的組織，成員全是庫爾德族女性。女性防衛部队保護部隊原为人民保護部隊的一部分，后发展为独立建制。女性防衛部隊与人民保護部隊一道，對抗伊斯兰国。
女性防衛部隊沒有得到西方國家的財力支持，需要依賴社區人士提供資金和物資；有英國廣播公司分析員認為，人民保護部隊和女性防衛部队均可以成為西方國家的重要夥伴，在國際打擊伊斯兰国的行動上扮演更大角色。女性防衛部队的成員是自願加入的，她們沒有與該組織簽訂契約，可以自由退出；不少成員不但沒有獲得酬勞，還會把支持者提供的款項捐獻給組織。女性防衛部队成員批評敘利亞政府沒有保護人民免受伊斯兰国侵害，故她們需要保護自己和其他國民，並自行統治庫爾德斯坦；亦有成員認為，女性防衛部队能夠促進男女平等，是一個女權運動。
女性防衛部隊在2015年推動了一條進步的法律，將對女性施暴、強迫女性結婚還有一夫多妻制列為非法，當時也設置了全由女性執法的警察部隊。女軍人卡納尼(Choman Kanaani)說：「整個YPJ的哲學就是對抗性別歧視，還有避免女性被物化。」「我們想給女性應有的地位，讓她們自己決定命運。」

## 工作
在敘利亞的東北部邊境，不少女性武裝對抗伊斯兰国、努斯拉陣線和巴沙尔·阿萨德政權，其中有7000人自願加入女性防衛部队；由於伊斯兰国武裝分子認為被女性殺死的人不能上天堂，所以他們懼怕這些對抗伊斯兰国的女性士兵。女性防衛部队的成員一起受訓和作戰，彼此間建立了一份特別的情誼；這些成員十分重視友誼，她們很是團結，成員之間情同姊妹。
18至24歲的女性防衛部队成員會親赴沙場參戰，也有年僅12歲的成員負責做飯和處理家務。由於“婦女”這個詞指14歲以上女性，所以“女性”或“女子”等中文翻譯會更適合形容這個群體。18歲以下的成員不能到前線作戰，只能接受軍訓。女性防衛部队的新成員在晚上十時就寢，清晨四時起床，整天均要接受訓練和上課。有前線作戰的成員以自殺式襲擊的方法來打擊伊斯兰国，也有成員在城市巡邏，從而確保市內沒有伊斯兰国武裝分子。女性防衛部隊成員在作戰前會預備一顆子彈；一旦被敵軍包圍，她們便可以用那顆子彈了結自己的生命。
除了對抗伊斯兰国外，女性防衛部队亦曾協助辛賈爾山區的雅茲迪難民撤离家園，這些難民本來居住的城鎮遭到伊斯兰国入侵。